# Roman à suspense
 (avril 2024).
Si vous disposez d'ouvrages ou d'articles de référence ou si vous connaissez des sites web de qualité traitant du thème abordé ici, merci de compléter l'article en donnant les références utiles à sa vérifiabilité et en les liant à la section « Notes et références ».
Le roman à suspense, aussi appelé roman de suspense, thriller ou roman de la victime, est, contrairement aux romans du détective[Quoi ?], un type de roman policier qui met généralement en scène un personnage placé dans une situation de danger ou dans l'orbe d'une machination et joue machiavéliquement du compte à rebours et de la tension dramatique, de l'attente et de la chute. Sa grande caractéristique est son tempo de plus en plus rapide, de plus en plus fiévreux, soit du suspense.
Il n'existe pas qu'un seul type de roman à suspense, mais plusieurs comme le roman à suspense politique, juridique, d'espionnage, etc.